# 克羅哈特
克羅哈特（Crowheart）是美国怀俄明州弗里蒙特縣的一个普查规定居民点（CDP）。根據2010年美國人口普查，克羅哈特人口为141人。克羅哈特附近有個名叫Crowheart Butte的地方是1866年克羅族和休休尼人之間战斗的地点。